# بن جیپچو
بن جیپچو (انگلیسی: Ben Jipcho; ۱ مارس ۱۹۴۳ – ۲۴ ژوئیه ۲۰۲۰) دونده دو نیمه‌استقامت اهل کنیا بود.